# Team Rocket
Team Rocket (ロケット団 Roketto Dan?, lit. traducido: "Pandilla Rocket" o "Grupo Cohete"), llamado Equipo Rocket en Hispanoamérica y Team Rocket en España, es una organización criminal ficticia de entrenadores Pokémon del manga, anime y los videojuegos Pokémon. Esta organización está bajo el mando de Giovanni.

## Información general

### En los videojuegos
El origen del Team Rocket es desconocido. Sin embargo, su base secreta estaba localizada en Ciudad Azulona de la región Kanto, lugar en donde ha cometido diversos delitos tales como el asesinato de un Marowak (la madre de Cubone) en Pueblo Lavanda y el robo de un cráneo de un Cubone. Tras derrotar a Giovanni en la sede de la compañía Silph S.A. y en la Torre Pokémon, el líder del Team Rocket regresa al gimnasio de Ciudad Verde para seguir trabajando como líder legítimo del gimnasio. Al derrotar a Giovanni en el gimnasio, este entrega la medalla correspondiente y huye del lugar sin dejar rastro.
Tres años más tarde, el Team Rocket regresa a Kanto para robar una máquina de la planta de energía eléctrica, pero este argumento es solo una pequeña escala y la última aparición cronológica del Team Rocket en los juegos. Dado que solo se trataba de otros miembros que participaron en la organización, los cuales se diferenciaban de los anteriores agentes que trabajaban para su líder, es posible que se tratara de un grupo semiindependiente que no ha oído de la derrota de Giovanni.
En Pokémon Rojo Fuego y Verde Hoja, el Team Rocket creó una sucursal en la Isla Inta, en busca de la joyas Rubí y Zafiro. Esta base está situada en el prado de la isla y se necesitan dos contraseñas para entrar. Tras derrotar al administrador de la sucursal, este se da cuenta de que Giovanni fue derrotado en Kanto. Posteriormente, el equipo se retiró de las Islas Sete y no ha sido visto desde entonces.
Tres años después de los sucesos anteriormente mencionados, el Team Rocket centró su atención en Johto, lugar en donde inician nuevos crímenes como el secuestro de un Slowpoke con el fin de cortar la cola del Pokémon para venderla en el mercado negro. Finalmente se creó otra base debajo de una tienda en Pueblo Caoba, en donde se construyó una máquina que emite ondas sonoras de alta frecuencia para controlar al enfurecido a Gyarados que se encontraba en el Lago de la Furia al norte de Pueblo Caoba. Con la ayuda de Lance, el campeón de la Liga Índigo y el protagonista de la historia en los videojuegos, logran frustrar los planes del Team Rocket. En un último y desesperado intento de ponerse en contacto con su exlíder, Giovanni, los miembros del equipo atacaron la Torre de Radio) de Ciudad Trigal, pero fueron expulsados del lugar.

## En el manga
En el manga, el Team Rocket sigue los planes de los videojuegos en el Mt. Moon y Silph S.A. Además, suman a ello la intención de poblar las rutas de Kanto con Pokémon robados de alto nivel mediante un complejo sistema a través de Azafrán, Carmín, Fucsia, Canela y Verde, con la complicidad de sus corruptos líderes de gimnasio, con el objetivo de hacerse en un tiempo con el control de la región. Otros objetivos son reunir las aves legendarias y crear a Mewtwo. Como en los juegos, la organización reaparece tres años después en Johto.

### Giovanni
Líder al mismo tiempo del gimnasio de Ciudad Verde y del Team Rocket. Está especializado en Pokémon de tipo tierra, aunque no son los únicos en su equipo. Su personalidad puede dar lugar a falsas impresiones, pues no se muestra aparentemente como alguien malvado. Fue derrotado en Ciudad Verde por Rojo. En la segunda temporada, disuelto ya el Team Rocket, anunció a sus antiguos subordinados Surge y Sabrina su retirada, al menos temporal, lo cual no terminaron de aceptar. Reapareció en la quinta temporada.

### Koga
Líder del gimnasio de Ciudad Fucsia y ejecutivo del Team Rocket, especializado en el tipo veneno. Participó en los sucesos del Mt. Moon y en Silph S.A., donde fue derrotado por Rojo y Verde.

### Lt. Surge
Antiguo lugarteniente del ejército, líder del gimnasio de Ciudad Carmín y ejecutivo del Team Rocket, más conocido como lugarteniente Surge. Su equipo se compone únicamente de Pokémon eléctricos. Utiliza el barco SS Anne como carguero de contrabando para la organización y estuvo presente en Silph S.A., donde fue derrotado por Rojo. Su lealtad hacia el Team Rocket es inquebrantable, incluso después de la disolución de este.

### Sabrina
Líder del gimnasio de Ciudad Azafrán y ejecutiva del Team Rocket. Desde niña tuvo poderes psíquicos, y como tal su equipo está especializado en el tipo psíquico. Luchó en Silph S.A., donde fue derrotada por Rojo, Verde y Azul. Como Surge, nunca se ha arrepentido de su vida en el Team Rocket y mantiene su lealtad hacia Giovanni.

### Blaine
Líder del gimnasio de Isla Canela y científico y ejecutivo del Team Rocket. Fue el responsable directo de la creación de Mewtwo en la guarida de Ciudad Azulona. Su equipo se compone de Pokémon de tipo fuego. Fue el primero en desertar de la organización, antes de que esta cayera, y el único en disculparse por sus maldades.

### Máscara de hielo
Líder del Neo Team Rocket, la refundación de la organización en Johto que él mismo preparó tres años después de la caída de Giovanni. Su verdadera identidad es Fredo, el anciano y paralítico líder del gimnasio de Pueblo Caoba. Es el entrenador Pokémon con más experiencia de Johto y sus colegas lo apodan "Fredo el de los eternos muros de hielo". Es solitario y huraño, y domina a la perfección el tipo hielo, aunque en su equipo también hay Pokémon especialmente escogidos contra los tipos psíquico y planta, pues su único objetivo es la captura de Celebi.

### Atlas y Atenea
Ejecutivos del Neo Team Rocket, criados desde pequeños por Máscara de hielo y completamente fieles a este.

### Mento y Karen
Miembros del Alto Mando y aliados de Máscara de hielo, a quien siguieron desde jóvenes por mera diversión. Su pertenencia al Neo Team Rocket, sin embargo, no está clara.

## En el anime
En el anime, el Team Rocket originalmente es de la región Kanto y se sabe que existen varios grupos de la organización que se encuentran dispersos en las regiones Kanto y Johto. Giovanni es el líder de gimnasio de Ciudad Verde durante la primera temporada de la serie. La base secreta del Team Rocket se encontraba ubicada cerca de Pueblo Paleta y Ciudad Verde, pero fue destruida por Mewtwo por lo que ahora se desconoce dónde está ubicada su sede actual. Lo único que se sabe acerca de su base actual es que está ubicada en un gran edificio construido al final de un cañón y custodiado por muchos agentes de la organización. Este hecho ocurre cuando Jessie, James, y Meowth regresan de la región de Hoenn para informar a Giovanni sobre los sucesos ocurridos en dicha región.

### Giovanni
Giovanni, conocido en Japón como  (サカキ?  Sakaki) es el antiguo líder de gimnasio de Ciudad Verde y actual jefe del Team Rocket. Como líder de dicha organización delictiva se enfoca en la adquisición de los Pokémon más raros que puedan existir en el mundo. Es un tipo alto, de cabello corto y mirada malvada, usa un traje de dos piezas de color naranja y frecuentemente lo vemos en compañía de su fiel Persian.
Se sabe muy poco acerca de su pasado. Sin embargo, ciertas cosas se conocen acerca de él. Su madre era el jefe del Team Rocket antes que él. Sin embargo, esto se presume en el canon del anime.
Sus apariciones son esporádicas, en especial cuando Jessie, James y Meowth se reportan ante él. Su primera aparición en el anime fue cuando el trío del Team Rocket recibió órdenes para capturar a los Pokémon de los entrenadores invitados a la fiesta del crucero St. Anne. Anteriormente, la identidad de Giovanni era desconocida ya que su rostro era irreconocible a excepción del resto de su cuerpo. Sin embargo en posteriores episodios se ha mostrado su verdadera identidad sobre todo ante Ash y sus amigos en el episodio especial Mewtwo Returns.

##### Pokémon

###### En su equipo
- Persian

###### En el gimnasio de Ciudad Verde
- Rhydon
- Golem
- Machamp
- Kingler

###### Fugados
- Mewtwo

### Jessie y James
Jessie y James son dos miembros muy determinados y persistentes de esta organización que viajan con un Meowth parlante que su jefe les asignó. Meowth, a pesar de ser un Pokémon, parece ser el que más piensa de estos tres, ya que muchos de los planes son suyos y él siempre opera la maquinaria pesada que usan para robar Pokémon. Sus nombres Jessie y James parecen ser tomados del famoso forajido Jesse James.
En casi todos los episodios de la serie en los cuales aparecen tratando de robar al Pikachu de Ash Ketchum o a los Pokémon que aparecen en el episodio, para presentárselos a Giovanni. Tienen un globo de aire caliente (su principal medio de transporte) con aspecto de un Meowth, y un submarino con aspecto de un Magikarp o un Gyarados. Según Jessie menciona en una ocasión, a modo de broma, han "perseguido tanto a Pikachu que son marca registrada".
Cada intento termina en un fracaso, debido a las acciones de Ash y sus amigos, los entrenadores y sus Pokémon mostrados en cada episodio, y la propia incompetencia del trío (además de los fallos en sus dispositivos mecánicos).
Como resultado de sus derrotas, el trío ya no tiene el favor de Giovanni, y a veces se quedan sin dinero teniendo que conseguir otros trabajos para comprar sus dispositivos o pagar sus deudas con la organización (las cuales son cobradas por un simpático pero molesto Delibird). Sin embargo, debido a su incompetencia, incluso sus trabajos legítimos son un total desastre.
A diferencia de los otros miembros del Team Rocket, que visten uniformes negros, Jessie y James diseñaron sus propios uniformes en color blanco. Aunque esto puede interpretarse como que ellos poseen un rango menor que los otros miembros, también sugiere que ellos son mejores personas que otros miembros del Team Rocket. Existen incluso pocos episodios donde el trío son los protagonistas, mientras que los personajes principales son relegados a roles secundarios (citando el ejemplo donde se relata la historia de Meowth).
Jessie y James son presentados como maestros del disfraz (incluso cuando sus trajes son poco convincentes para los espectadores), siempre logran engañar a los otros personajes; las únicas excepciones fueron la primera vez que se disfrazaron en el capítulo 14 para dar apoyo a Pikachu en la batalla del tercer gimnasio, ya que se delataron al presentarse; y cuando Jessie se disfrazó como la Enfermera Joy, y el criador Pokémon Brock, que está obsesionado con la familia Joy (y todas las mujeres del mundo Pokémon), fue capaz de "sentir" que ella no era realmente Joy.
En las películas, el Team Rocket actúa como la parte cómica, y en ocasiones ayudan a los personajes principales cuando los necesitan. En las últimas películas, sin embargo, sus roles han sido disminuidos a veces siendo personajes que solo están en el lugar equivocado en el momento equivocado, a pesar de que la mayoría de las veces son los personajes con las últimas líneas en las películas.
En la nueva temporada Pokémon Best Wishes, los personajes de Jessie y James han tomado un tono más serio, llegando al punto de incluso ser reconocidos por Giovanni como un importante equipo de exploración y combate en la región Unova. Jessie y James han logrado completar satisfactoriamente una gran cantidad de misiones en un periodo de tiempo sumamente corto, siendo sus peleas directas con Ash sus únicas derrotas.
En un episodio especial de una hora, Jessie y James se enfrentaron al Equipo Plasma. Sin embargo, debido al terremoto y tsunami de Japón del 2011, quedó cancelado, siendo anunciado como pospuesto y editado, aunque aún no ha sido emitido a un año del suceso. Se cree que es importante en la temporada de Best Wishes, ya que es el desenlace de la batalla entre el Equipo Rocket y Equipo Plasma.
El concepto del Team Rocket toma muchas reminiscencias de los villanos de la serie de anime Time Bokan (conocido en Hispanoamérica como La Máquina del Tiempo), el trío Doronbo.

#### Jessie
Jessie, conocida en la versión japonesa como Musashi (ムサシ  Musashi?), es el miembro femenino del trío del "Equipo Rocket". Su nombre japonés, Musashi, es tomado de Miyamoto Musashi. Su nombre regular, Jessie, es tomado del famoso forajido Jesse James.
Jessie es inteligente y sociable, pero también una cabeza dura que le disgusta ser criticada o que le llamen "vieja".
Esta chica tiene un pasado frío; fue una niña pobre, cuya madre Miyamoto estaba atrapada en una avalancha cuando Jessie era muy joven en una expedición del Team Rocket para intentar capturar al Pokémon mítico Mew, y al contrario de su hija ella estaba en un rango muy alto.
No se sabe mucho acerca del pasado de Jessie, pero, mientras llegaban a la región de Hoenn, ella hizo un comentario triste acerca de su pasado, dejando entrever que había crecido allí. Cuando James y Meowth quisieron indagar más, ella no les respondió. Jessie entró al Team Rocket después de fracasar en su intento de ser enfermera Pokémon, en parte debido al hecho de que la escuela de enfermería Pokémon a la que asistió era para Pokémon que querían ser enfermeras (en este caso las Chansey), no para gente que quería atender a Pokémon.
En los juegos se supone que Jessie y James tienen la misma edad que Ash. Sin embargo, de acuerdo a un CD especial disponible solo en Japón, Jessie y James andan rondando los 25 en el segundo episodio del anime. En un episodio de la temporada La búsqueda del maestro (Master Quest), una mujer anciana le revela que tiene 180 años de edad a Jessie. Jessie asombrada réplica que son 10 veces su edad. Como obviamente Jessie tiene más de 10 años, Meowth le pregunta que dónde aprendió matemáticas.
En Hoenn, Jessie comenzó a competir como Coordinadora Pokémon, y a pesar de que ella no tiene éxito, continúa participando en cada Concurso Pokémon que puede. Inicialmente, ella hacía trampa, usando asistencia tecnológica e intervenciones de James y Meowth, pero después empezó a competir limpiamente. Frecuentemente toma prestado Pokémon de James para los concursos, y en una ocasión ha usado a Meowth como uno de sus Pokémon.
En Sinnoh, Jessie sigue compitiendo como Jessebell (Jesselinda en Hispanoamérica) y en la convención de Pueblo Solaceon gana limpiamente su primer listón dejando a Dawn fuera de la competencia y también su segundo listón en Ciudad Mayólica (en ese concurso Dawn no participa).
Por ser parte del Team/Equipo Rocket tiene un traje de esta asociación (curiosamente, el de ella y James es diferente que el de muchos otros miembros, debiendo tener el negro como color principal en el traje en vez del blanco, aunque esto también puede denotar que tienen menor rango que los miembros comunes). Tiene una chaqueta con el logotipo del equipo: "R", y lo combina con un top corto negro y desde el primer episodio al parecer deja ver su ombligo, una micro-minifalda blanca, botas hasta las rodillas y guantes negros y zarcillos redondos de color verde.
Para la saga de Best Wishes, el papel de Jessie, así como el del resto de su equipo se ha vuelto más serio, como personaje ella se ha convertido en una agente maligna y calculadora que siempre logra sus objetivos, salvo que estos tengan algo que ver con Ash.

##### Pokémon

###### En su equipo
- Wobbuffet (intercambiado accidentalmente)

###### En los cuarteles del Team Rocket
- Seviper
- Yanma → Yanmega
- Woobat
- Frillish
- Pumpkaboo → Gourgeist

###### Liberados
- Ekans → Arbok
- Shellder
- Wurmple → Cascoon → Dustox
- Mimikyu

###### Intercambiados
- Lickitung > Wobbuffet
- Mawile <> Pumpkaboo

#### James
James, conocido en la versión japonesa como Kojiro (コジロウ Kojirō?, en japonés) es el miembro masculino del Team Rocket.
Su nombre japonés está posiblemente tomado de un destacado espadachín japonés llamado Sasaki Kojirō. Su nombre James es tomado del famoso forajido Jesse James.
Este chico nació bajo circunstancias distintas. James, al contrario de Jessie, tuvo un pasado afortunado económicamente, pero triste en otros aspectos. Sus padres desde pequeño lo pusieron en compromiso con una chiquilla insoportable llamada Jessiebelle (con un extraño parecido a Jessie), pero a James no le agradó la idea desde el comienzo y mientras seguía su vida, Jessiebelle se hacía más insoportable (deseaba que fuera formal y bien educado, pero de manera ridícula y abusiva), así que James decidió fugarse, y tiempo después se une con Jessie en una banda de motociclistas.
Posteriormente, los dos siguen diferentes caminos y se reencuentran en el Team Rocket, donde también conocen a Meowth.
Desde que se toparon con Ash Ketchum se han pasado tiempo siguiéndole, tratando de robarle a su Pikachu, pero no importa cuánto lo intenten, siempre terminan volando por los aires.
En ciertos capítulos podemos apreciar que mantiene un cariño especial y profundo por su colección de chapas, de las cuales parece sentirse orgulloso, por lo que la pérdida de alguna de ellas es causa de una crisis para el pobre muchacho.
En términos de personalidad, James es demasiado inútil para su propio bien; es quizá el verdadero comediante en la serie, a diferencia de Jesse que se quiere tomar el trabajo más en serio o Meowth que es aún más cínico, no solo con él, sino también con Jesse.
Los Pokémon de James han sido un Growlithe, el cual es el Pokémon que permanece en su mansión. Koffing, que evolucionó en un Weezing y que dejaría también. Victreebell, que constantemente lo mordía cada vez que salía al combate, y que intercambió por un Weepinbell y el cual dejó también al evolucionar a Victreebell. Cacnea, que al igual que Victreebell le da un beso cariñoso (aunque doloroso para James, ya que le clavaba sus púas). Chimecho que antes de atraparlo compró un Hoppip disfrazado de este, vendido por un vendedor de Magikarp (que siempre termina engañándole), al cual guarda un gran cariño y que tuvo que dejar después de que enfermó. Mime Jr. es el sustituto de Chimecho. En un pequeño periodo, Delibird le llevó un Aggron al gimnasio de Ciudad Plateada, y su último Pokémon es un Carnivine que dejó en su casa de Sinnoh llevándolo con la misma manía de su propio Victreebell o Cacnea. También compró en la primera temporada un Magikarp al que abandonó por ser un inútil, y justo entonces evolucionó a Gyarados y sin mencionar a Mime Jr. que se encariñó con él cuando visita a sus abuelos este toma el lugar de Chimecho al quedarse por estar un poco enfermo. En Sinnoh conoció a la líder del gimnasio Vetusta llamada Gardenia quien le propuso que ella podía sacar todo el potencial de Cacnea y James decide dejárselo.
Para la saga de Best Wishes, el papel de James, así como los del resto de su equipo, se ha vuelto más serio. Como personaje, él se ha convertido en un agente serio y oscuro que siempre logra sus objetivos, salvo que estos tengan algo que ver con Ash. Junto con Jessie ha logrado engañar a las oficiales de varios pueblos, principalmente Striaton.
En Unova, James ha capturado un Yamask y ha sido el único Pokémon que ha utilizado en dicha región, ya que Giovanni le solicitó evitar usar sus Pokémon de otras regiones para evitar sospechas. James atrapó a Yamask atrayéndolo con comida.

##### Pokémon

###### En su equipo
- Morpeko

###### En los cuarteles del Team Rocket
- Mime Jr.
- Carnivine
- Yamask
- Amoonguss
- Inkay

###### En su casa
- Growlithe
- Chimecho

###### Liberados
- Magikarp → Gyarados
- Koffing → Weezing
- Weepinbell → Victreebel (segundo que obtiene-Intercambiado)
- Mareanie

###### Intercambiados
- Victreebel (primero) > Weepinbell

###### Entregados
- Cacnea

#### Meowth
Meowth, en japonés Nyarth (ニャース Nyāsu?) es el Pokémon que acompaña a Jessie y James. Por naturaleza es egoísta y antipático, siempre se pelea con sus compañeros y siempre está malhumorado. Su vida era como la de cualquier otro Meowth, ya que antes andaba en cuatro patas y no hablaba, siendo de hecho un Pokémon callejero que robaba comida junto a un grupo de Meowth callejeros liderados por un Persian. Pero cuando conoció a una Meowth hembra (cuya dueña era una señora millonaria) en el escaparate de una tienda, decidió impresionarla y por ello aprendió a hablar como humano y a caminar para gustarle y poder demostrarle que podía ser diferente, pero ella lo rechazó. Con el corazón destrozado dejó el pueblo y se unió al Team Rocket conociendo a Jessie y a James. Puede parecer malvado pero tiene buen corazón en el fondo.
A pesar de que antes era la mascota mimada del jefe, gracias al fracaso de su equipo, fue pronto reemplazado por un Persian. Su mayor deseo es poder compensar al jefe para volver a ser su mascota mimada y hacerse rico, incluso ha querido abandonar a Jessie y a James. Siempre que se pierde junto a Pikachu demuestra ser un buen amigo, pero al final acaba traicionándolo con tal de capturarlo. Meowth fue uno de los candidatos para quedarse con Togepi, cuando Ash, Misty y Brock estaban compitiendo. Como era de esperarse Meowth pierde, siendo Ash el que gana, pero Togepi elige a Misty creyendo que era su madre.
Para la saga de Best Wishes, el papel de Meowth, así como el del resto de su equipo se ha vuelto más serio e inteligente. Como personaje, él se ha convertido en una agente maquinalmente oscuro y malvado, engañando así a Ash y a sus amigos en el episodio 45 (705 (45)) de esta saga, el cual viajó con ellos hasta Ciudad Mayólica en el episodio 50, logrando así su objetivo principal, utilizar a Ash y a sus amigos para robar luego a sus Pokémon y a los del centro de cura, pero luego fue detenido por estos, antes de que el Team Rocket cumpliera su cometido.

### Cassidy y Butch
Otros miembros del Team Rocket son Cassidy y Butch, mucho más malvados que Jessie y James además de ser sus peores enemigos.
Sus nombres parecen tomados del famoso ladrón de trenes y bancos estadounidense Butch Cassidy.
Estos miembros del Team Rocket, a diferencia del trío original, han conseguido tener más éxito que sus compañeros ya que no se pasan demasiado tiempo con una sola meta. Sin embargo, al intentar hacer algo demasiado exagerado (como intentar controlar a todos los Pokémon) también terminan siendo derrotados y, los que no escapan, terminan puestos en la cárcel por la Oficial Jenny, la jefa de policía.
Hacen una de sus grandes apariciones en el episodio en el que Silver, el Lugia bebé de un niño llamado Silver de las Islas Remolino, es capturado, junto con Ash, Brock, Misty y Ritchie por el Team Rocket, con la consecuente furia del padre, el cual también es capturado. En este episodio aparecen una especie de cintas electrónicas que enfurecen a los Pokémon, y Giovanni cree que les hacen más fuertes. Jessie y James aparecen y ayudan a los protagonistas a salvar a los Lugia.

#### Cassidy
Cassidy y Jessie son rivales: lanzándose indirectas con mucha candidez pero que muestra como se desagradan mutuamente, todo ello desde que eran jóvenes. Se especula que las dos fueron amigas una vez, lo cual podría ser lógico, ya que ambas saben de la otra claramente y ambas decidieron unirse al Team Rocket, lo cual tiene sentido con Cassidy, y además fue similar a Jessie, la cual tenía un pariente que era miembro de los Rocket.
Butch y Cassidy son preferidos por el jefe, Giovanni. Una vez fueron liberados de la cárcel por él en persona, asombrando a Jessie y James, los cuales nunca habían recibido ese trato. Sin embargo, es bueno notar que el trío raramente es metido a prisión, y en las raras ocasiones en que lo estaban, fueron capaces de escapar por sí mismos casi inmediatamente.
Los Pokémon que Cassidy ha usado son:
- Raticate (ambos miembros compartieron este Pokémon)
- Houndour
- Sableye
- Tentacruel
- Drowzee (ambos miembros compartieron este Pokémon)

#### Butch
No se conoce mucho acerca de la vida de Butch. Se sabe que estuvo entrenando para ser un Rocket al mismo tiempo que Jessie, James y Cassidy. Cassidy y Butch fueron asignados juntos y ahora trabajan como un equipo, capturando Pokémon para el Team Rocket.
Extrañamente, Butch no aparece con un Pokémon propio hasta su tercera aparición; antes de ello, Cassidy era la única en combatir con su Pokémon. Butch, en cambio, tenía otras habilidades típicas de los Rockets, incluyendo los disfraces y algunas proezas físicas. Fue capaz de sostener y lanzar a Jessie a una pared.
Casi todos los personajes dicen el nombre de Butch de manera equivocada, llamándolo con otros nombres como Hutch, Biff, Chuck, Bart, Clutch, Boffy y Batch. Su nombre fue dicho correctamente una vez, por Cassidy en su primera aparición. En un episodio, luego que Cassidy dijera el nombre de Butch de manera incorrecta una vez más, él dijo que se lo iba a cambiar.
Los Pokémon que Butch ha usado son:
- Raticate (ambos miembros compartieron este Pokémon)
- Primeape
- Hitmontop
- Mightyena
- Cloyster
- Drowzee (ambos miembros compartieron este Pokémon)

### Atila y Juno
Probablemente la pareja más malvada y poderosa dentro de los agentes en terreno del Team Rocket (su nombre viene del líder Atila el Huno). Este dúo está a las órdenes del Profesor Sebastian y apareció en Raikou, La Leyenda del Trueno de las Crónicas Pokémon. En la versión original, estos dos personajes fueron hombres, llamados "Bashou" y "Buson". Se desconoce por qué el doblaje americano de 4Kids (del cual se deriva tanto la versión de España como la de Hispanoamérica) decidió cambiar el género de uno de ellos, quizá para mantener la consistencia de otros equipos hombre-mujer en la serie.